# 莱娜·格斯林
莱娜·格斯林（德語：Lena Goeßling，1986年3月8日—），德国女子足球运动员，场上位置是中场。她曾代表德国国家队参加2016年夏季奥林匹克运动会足球比赛，获得一枚金牌。